# Mikronézia a 2010. évi nyári ifjúsági olimpiai játékokon
Mikronézia a Szingapúrban megrendezett 2010. évi nyári ifjúsági olimpiai játékok egyik részt vevő nemzete volt. Sportolói 2 sportágban vettek részt: atlétika és úszás.

## Atlétika
Lány
| Reloliza Saimon | 400 m | 1:12.41 | 25. qD | 1:07.12 | 22. |

## Úszás
Fiú
| Versenyző          | Versenyszám        | Előfutam | Előfutam | Elődöntő | Elődöntő | Döntő   | Döntő    |
| Versenyző          | Versenyszám        | Idő      | Hely.    | Idő      | Hely.    | Idő     | Helyezés |
| ------------------ | ------------------ | -------- | -------- | -------- | -------- | ------- | -------- |
| Dionisio Augustine | 50 m-es gyorsúszás | 27.32    | 39.      | kiesett  | kiesett  | kiesett | kiesett  |

Lány
| Versenyző     | Versenyszám        | Előfutam | Előfutam | Elődöntő | Elődöntő | Döntő   | Döntő    |
| Versenyző     | Versenyszám        | Idő      | Hely.    | Idő      | Hely.    | Idő     | Helyezés |
| ------------- | ------------------ | -------- | -------- | -------- | -------- | ------- | -------- |
| Rayleen David | 50 m-es gyorsúszás | 32.32    | 55.      | kiesett  | kiesett  | kiesett | kiesett  |

## Fordítás
Ez a szócikk részben vagy egészben  a   Micronesia at the 2010 Summer Youth Olympics című angol Wikipédia-szócikk fordításán alapul.  Az eredeti cikk szerkesztőit annak laptörténete sorolja fel. Ez a jelzés csupán a megfogalmazás eredetét és a szerzői jogokat jelzi, nem szolgál a cikkben szereplő információk forrásmegjelöléseként.